# Diarthrodes hirami
Diarthrodes hirami är en kräftdjursart som beskrevs av Por 1967. Diarthrodes hirami ingår i släktet Diarthrodes och familjen Thalestridae. Inga underarter finns listade i Catalogue of Life.